# Culemborg Blues

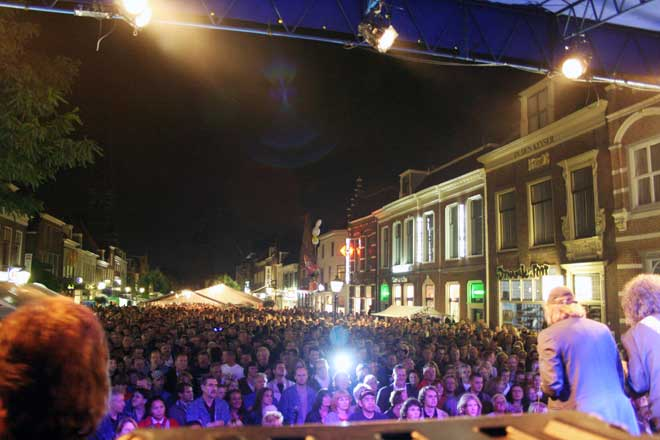
Optreden van Cuby & The Blizzards in 2006

Culemborg Blues is een gratis toegankelijk bluesfestival dat jaarlijks in Culemborg plaatsvindt op de vierde zaterdag van augustus.
De eerste editie werd in 1994 gehouden in het historische centrum van Culemborg. Het hoofdpodium staat op de Markt aan de voet van het stadhuis. Op de verschillende podia, zowel binnen als buiten, spelen ongeveer twintig (inter)nationale bluesbands. In 2018 vond de 25e editie plaats.
Allerlei stijlen blues zijn vertegenwoordigd en er is nadrukkelijk ruimte voor jong talent. Ana Popovic, Leif de Leeuw, Dan Owen en Laurence Jones speelden al op het festival voordat ze landelijk bekend werden. Een ander voorbeeld is het “Kids in the Blues”-project; waar kinderen de gelegenheid krijgen podiumervaring op te doen.
Traditioneel start het festival met een “dinosaurus” uit de Nederlandse bluesscene, zoals Flavium, Barrelhouse, Jan Akkerman, Livin’ Blues, of Bertus Borgers. Headliners de  afgelopen jaren: Popa Chubby, Ian Siegal, Johnny Mastro, Devon Allman, King King, Henrick Freischlader, Matt Schofield en Band of Friends.
Op de vrijdagavond voor Culemborg Blues wordt de “The Night before the Day After” georganiseerd door de Culemborgse horeca. Er spelen dan blues- en rockbands in diverse horecagelegenheden. In 2019 is er voor het eerst ook een “The Day After the Night Before” op de zondagmiddag na het festival. 
De organisatie is in handen van de Stichting Culemborg Blues.
In 2022 wordt het festival gehouden op 27 augustus. Optredende artiesten zijn dan: Barrelhouse, Grollo, Earl Jackson & the CC Jerome Allstars (UK/NL), The Matt Woosey Band (UK), Catfish (UK), Copperhead County, TOM J.J. (UK), Chicago Capitols, Trouble no More, La Grange, Laurence Jones (UK), Troy Redfern (UK), Wille and the Bandits (UK), Harlem Lake XXL, Electric Hollers en Robbert Duijf.